# Dammsjön (Järnboås socken, Västmanland, 661443-144605)
Dammsjön är en sjö i Nora kommun i Västmanland och ingår i Norrströms huvudavrinningsområde. Sjön är 6 meter djup, har en yta på 0,304 kvadratkilometer och är belägen 134,2 meter över havet.

## Delavrinningsområde
Dammsjön ingår i det delavrinningsområde (661570-144567) som SMHI kallar för Utloppet av Lindesbysjön. Medelhöjden är 173 meter över havet och ytan är 12,59 kvadratkilometer. Räknas de 15 avrinningsområdena uppströms in blir den ackumulerade arean 331,02 kvadratkilometer. Dyltaån (Bornsälven) som avvattnar avrinningsområdet har biflödesordning 3, vilket innebär att vattnet flödar genom totalt 3 vattendrag innan det når havet efter 240 kilometer. Avrinningsområdet består mestadels av skog (73 procent). Avrinningsområdet har 2,34 kvadratkilometer vattenytor vilket ger det en sjöprocent på 6,3 procent. Bebyggelsen i området täcker en yta av 0,55 kvadratkilometer eller 1 procent av avrinningsområdet.